# Wallaba
Wallaba Mello-Leitão, 1940 è un genere di ragni appartenente alla famiglia Salticidae.

## Distribuzione
Delle tre specie note di questo genere due sono diffuse in America centrale, in particolare sull'isola di Giamaica e su Hispaniola; la sola W. metallica è stata rinvenuta nello Stato di Guyana, America meridionale.

## Tassonomia
A maggio 2010, si compone di tre specie:
- Wallaba albopalpis (Peckham & Peckham, 1901) — Giamaica
- Wallaba decora Bryant, 1943 — Hispaniola
- Wallaba metallica Mello-Leitão, 1940[2] — Guyana